# Saint-Denis-d'Orques
Saint-Denis-d'Orques är en kommun i departementet Sarthe i regionen Pays de la Loire i nordvästra Frankrike. Kommunen ligger i kantonen Loué som tillhör arrondissementet La Flèche. År 2022 hade Saint-Denis-d'Orques 750 invånare.

## Befolkningsutveckling
Antalet invånare i kommunen Saint-Denis-d'Orques
| Referens: INSEE |